# Laytown
Laytown är ett litet samhälle i grevskapet Meath i Republiken Irland.
Laytown ligger 29 miles norr om huvudstaden Dublin. År 2005 hade Laytown 500 invånare i staden och 2 400 i det omkringliggande området.